# Вандом
Вандо́м (на френски: Vendôme) е град в департамент Лоар е Шер, регион Център, Франция.
Намира се приблизително на 30 km на север от Блоа, на река Лоара, която дели Вандом на 2 части. Населението му е 16 688 жители (по приблизителна оценка от 2017 г.).
Вандом е бил столица на графство, съществуването на което се потвърждава към IX век, от XVI век е трансформирано в херцогство. С края на XIV век, графство Вандом, принадлежи на клона Бурбон-Вандом на кралското семейство. През 1790 година на Вандом се присвоява статут на град в префектура на департамент Луар и Шер, под опеката на Блоа.